# Madehurst
Madehurst – wieś w Anglii, w hrabstwie West Sussex, w dystrykcie Arun. Leży 14 km na wschód od miasta Chichester i 77 km na południowy zachód od Londynu. W 2001 miejscowość liczyła 105 mieszkańców.